# 傑米揚卡-利斯納
49°24′35″N 24°3′26″E / 49.40972°N 24.05722°E
傑米揚卡-利斯納（烏克蘭語：Дем'янка-Лісна），是烏克蘭西部的村莊，隸屬利維夫州的斯特雷區。該村面積1.83平方公里，海拔高度252米，2001年人口499，人口密度每平方公里272.68人。